# Pozuelos, Hidalgo
Pozuelos är en ort i Mexiko.   Den ligger i kommunen Cardonal och delstaten Hidalgo, i den sydöstra delen av landet, 120 km norr om huvudstaden Mexico City. Pozuelos ligger 2 034 meter över havet och antalet invånare är 1 061.
Terrängen runt Pozuelos är kuperad. Runt Pozuelos är det ganska tätbefolkat, med 120 invånare per kvadratkilometer. Närmaste större samhälle är Santiago de Anaya, 15,6 km sydost om Pozuelos. Omgivningarna runt Pozuelos är i huvudsak ett öppet busklandskap.